# Polittico di Zanica
Il polittico di Zanica è un'opera a tempera su tavola realizzata da Antonio Marinoni e dai figli per il santuario della Madonna dei Campi e conservato presso il museo della chiesa di San Nicolò di Zanica.

## Storia
Il polittico era inizialmente collocato come pala d'altare dell'antico santuario della Madonna dei Campi per poi essere locato nel museo della chiesa di San Nicolò. La sua originaria collocazione è documentata dagli atti delle visite pastorali. Nella chiesa era anche conservata la pala della Madonna del parto.
La relazione della visita de vescovo Pietro Lippomano del 1520 non cita il polittico: si deduce che non fosse presente e che quindi abbia una datazione successiva. È invece elencato in quella di san Carlo Borromeo del 1575 che indica anche l'autonomia della chiesetta dalla parrocchia con la presenza della scuola della Madonna dei Campi: Cui adest schola eiusdem tituli regisutur e quattuor ex plebe, qui aliquodo mutantur et elingunt sibi successores, recusantque rationem reddere coram parocho. Il dipinto fu quindi eseguito a cavallo delle date delle due visite pastorali.
Gli atti della visita del vescovo Luigi Grimani nominano anche la presenza del paliotto dell'Annunciazione, verosimilmente il medesimo che è conservato presso il museo e che è da considerarsi lavoro della bottega di Desenzano al Serio
Nel 1700 il santuario ricevette la visita del vescovo Luigi Ruzzini che oltre a descrivere l'ancona ne descrive anche la cornice: cornice lignea partim auro est partim colorinus finita.
Il lavoro su inizialmente assegnato a Giovanni di Giacomo Gavazzi per esser poi ricondotto alla bottega dei Marinoni dal Tanzi. L'opera era già considerata di carattere stanco da Francesco Rossi. Infatti il lavoro non è che una riproduzione di opere già eseguite dai Marinoni senza una ricerca di novità. Questo porterebbe a considerare l'esecuzione ad un Antonio ormai già anziano che affidava i suoi lavori ai figli e alla sua bottega..
Il polittico fu restaurato dallo studio Zaccaria di Bergamo nel 1998 sotto la direzione della Soprintendenza ai Beni Artistici e Storici di Milano, con una relazione conservata presso l'archivio parrocchiale di Zanica.

## Descrizione
Il polittico è composto da cinque tavole che sono disposte su due registri lateralmente, mentre centrale vi è l'unico pannello raffigurante la Madonna col Bambino. Questa è raffigurata, con il figlio sulle ginocchia tenuto con la destra mentre con la sinistra tiene un libro aperto, è avvolta in un ampio mantello blu e con un foulard bianco sul capo, quasi un richiamo al mondo contadino che abitava quelle località; sull'apice del trono vi sono due angeli seduti che reggono la corona, mentre due angeli musici posti ai suoi piedi suonano il violino e il liuto.
Lateralmente sono raffigurati san Giovanni Battista e santo Stefano nei laterali superiori a mezzo busto, e i santi Nicola di Bari e Giuseppe nei laterali inferiori a figura intera, quest'ultimo è avvolto nel cartiglio recante la scritta JOSEPH IUSTUS ET TIMORATUS.

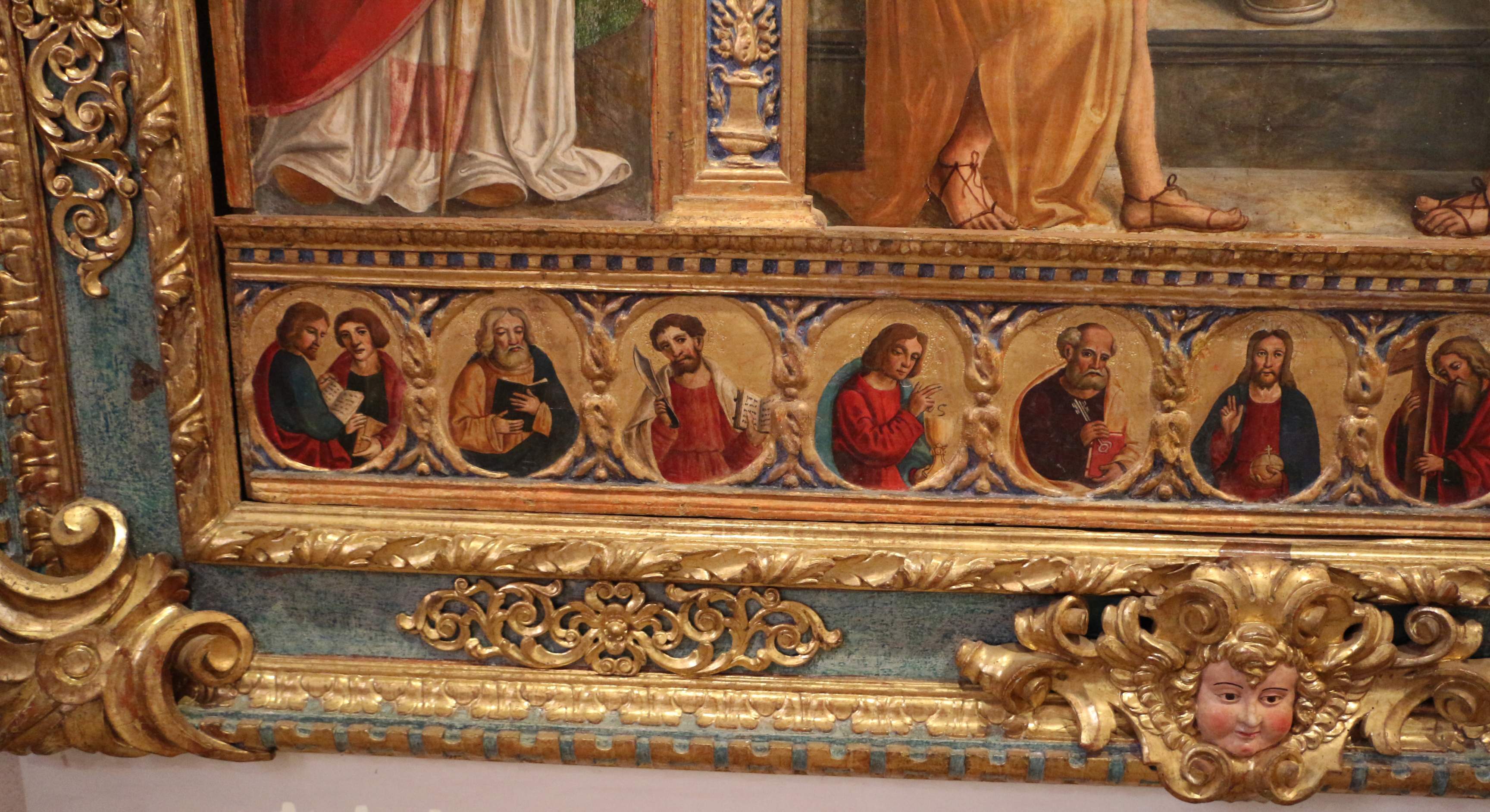
Predella lato sinistro

I pannelli sono inseriti in una cornice dorata con un timpano spezzato dove è rappresentata in forma scultorea l'immagine di Dio padre, coronata da due pennacchi. La parte inferiore presenta una predella con la raffigurazione di Cristo e i dodici apostoli. La cornice è ornata di forme angeliche. 

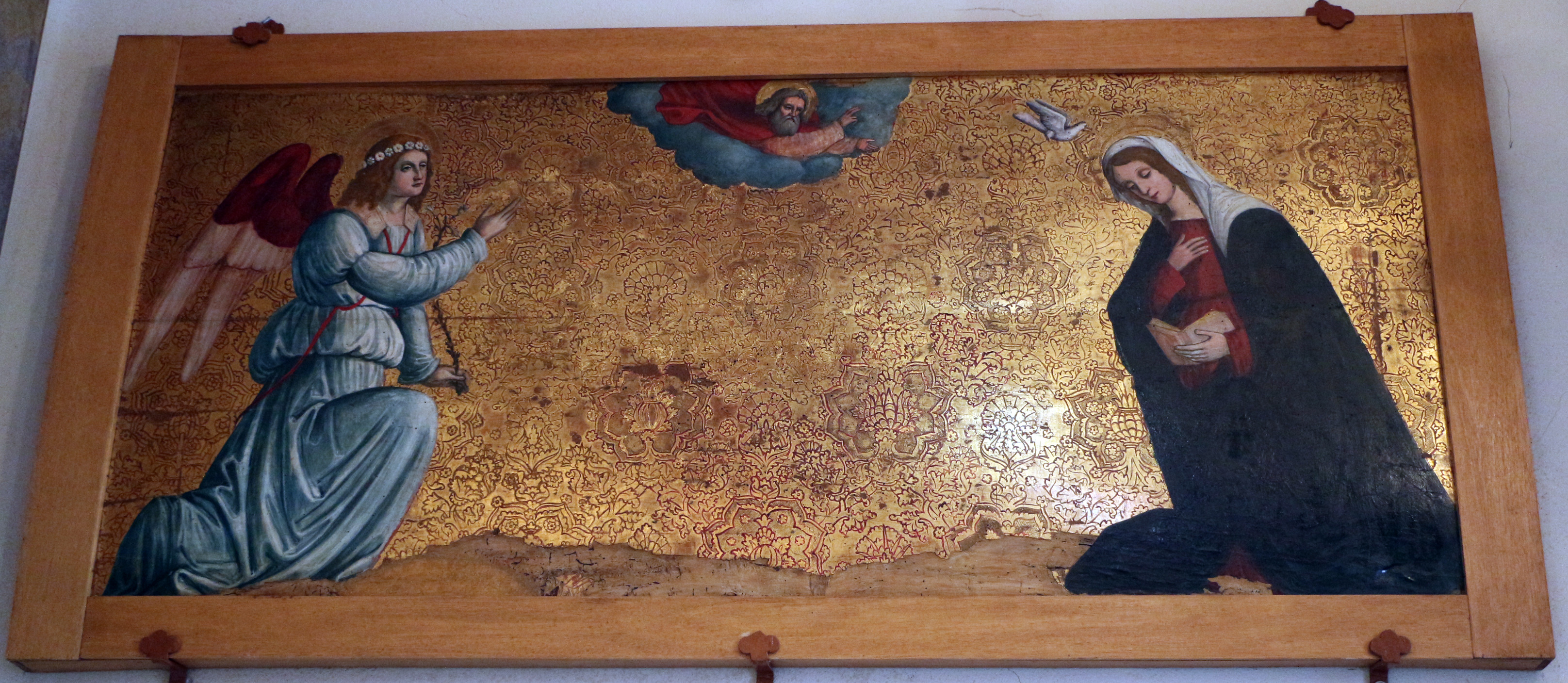
Antonio Marinoni Annunciazione-1520-25 circa

Il polittico presenta un particolare curioso: l'angelo posto ai piedi della Vergine tiene un vaso decorato con il trigramma IHS dal quale nasce un piccolo germoglio. Questo porterebbe al riferimento simbolico dell'Albero di Jesse, secondo il quale il Messia sarebbe nato dalla famiglia di Jesse, padre di Davide. Espressione figurativa presente sul polittico, accanto a Maria vi è infatti la raffigurazione di san Giuseppe discendente dalla tribù di David. Questi è raffigurato con il ramo fiorito simbolo del miracolo divino che lo scelse quale sposo della Vergine e padre putativo di Gesù, il Messia, il futuro salvatore del mondo. Quindi David la radice, Maria il ramo e Cristo il germoglio: Egreditour virga de radice Iesse.
La Madonna col Bambino presenta assonanze con la Madonna del latte raffigurata nel polittico di San Sebastiano di Nembro e in quella presente nello Sposalizio mistico di santa Caterina conservato nella pinacoteca dell'Accademia Carrara, e la Madonna Bonomi conservata in collezione privata, anche se tutte di qualità superiore.
I due angeli posti ai lati del trono appaiono appiattiti, sicuramente un ricalco di quelli raffigurati nel polittico dell'Accademia Carrara. La pittura ha un'aria stanca, probabilmente uno dei primi segnali che la bottega darà della sua mancanza di stimoli e di rinnovamento, rimanendo vincolata in canoni predefiniti, forse per la perdita del maggiore rappresentante, Antonio, che risulta fosse morto nel 1541.